# خط طول 174° شرق
خط طول 174° شرق خط غرينتش هو خط طول يمتد كباقي خطوط الطول من القطب الشمالي إلى القطب الجنوبي مرورا بالمحيط المتجمد الشمالي، آسيا، المحيط الهادي، نيوزيلندا، المحيط المتجمد الجنوبي والقارة القطبية الجنوبية.
يشكل خط طول 174° شرق دائرة متكاملة مع خط طول 6° غرب.

## من القطب إلى القطب
ينطلق خط طول 174° شرق من القطب الشمالي إلى القطب الجنوبي مرورا بالمناطق التالية:
| الإحداثيات                           | الدولة، الأرض أو البحر                      |
| ------------------------------------ | ------------------------------------------- |
| 90°0′N 174°0′E / 90.000°N 174.000°E  | المحيط المتجمد الشمالي                      |
| 72°58′N 174°0′E / 72.967°N 174.000°E | بحر سيبيريا الشرقي                          |
| 69°51′N 174°0′E / 69.850°N 174.000°E | روسيا                                       |
| 61°42′N 174°0′E / 61.700°N 174.000°E | بحر بيرينغ                                  |
| 52°44′N 174°0′E / 52.733°N 174.000°E | الولايات المتحدة - ألاسكا                   |
| 52°43′N 174°0′E / 52.717°N 174.000°E | المحيط الهادئ                               |
| 35°7′S 174°0′E / 35.117°S 174.000°E  | نيوزيلندا                                   |
| 36°16′S 174°0′E / 36.267°S 174.000°E | المحيط الهادئ                               |
| 39°5′S 174°0′E / 39.083°S 174.000°E  | نيوزيلندا                                   |
| 39°33′S 174°0′E / 39.550°S 174.000°E | المحيط الهادئ                               |
| 40°55′S 174°0′E / 40.917°S 174.000°E | نيوزيلندا                                   |
| 42°0′S 174°0′E / 42.000°S 174.000°E  | المحيط الهادئ                               |
| 60°0′S 174°0′E / 60.000°S 174.000°E  | المحيط المتجمد الجنوبي                      |
| 77°34′S 174°0′E / 77.567°S 174.000°E | أنتاركتيكا — منطقة روس - تابعة لـ نيوزيلندا |